# Ulica Lwowska w Warszawie
Ulica Lwowska – ulica w dzielnicy Śródmieście w Warszawie.

## Przebieg
Ulica biegnie od placu Politechniki w kierunku północnym do ulicy Pięknej. Po drodze krzyżuje się z ulicą Koszykową. Ulica jest jednokierunkowa; ruch samochodów jest możliwy wyłącznie z kierunku placu Politechniki.

## Historia
Odcinek ulicy między ulicami Piękną i Koszykową istniał już ok. 1820. Odcinek południowy zaczęto przebijać ok. 1900 w związku z parcelacją folwarku Koszyki. Stała się ona częścią ulicy Wielkiej i według różnych źródeł była albo objęta jej nazwą lub nazywana Nowowielką. Obecna nazwa została nadana w 1922.
Pod koniec XIX wieku jej rozwój był związany z budową nowoczesnych wodociągów, kompleksu budynków Warszawskiego Instytutu Politechnicznego (późniejszej Politechniki) oraz hali targowej Koszyki. Mieszkała tam rosyjskojęzyczna kadra naukowa Instytutu, polscy i żydowscy przedsiębiorcy oraz przedstawiciele wolnych zawodów. W latach 1904–1914 został zabudowana przeważnie pięciopiętrowymi kamienicami.
Mimo toczących się tu walk podczas powstania warszawskiego (znajdująca się tam reduta broniona przez batalion „Golski” nie została zdobyta przez Niemców), ulica i jej zabudowa przetrwała wojnę bliska oryginalnego kształtu. Zniszczeniu uległy jedynie dwa domy przy placu Politechniki. Dzięki temu znajduje się przy niej kilka kamienic wpisanych do rejestru zabytków. Stanowi unikatowe w skali Warszawy, zachowane zwarte wnętrze miejskie z początku XX wieku.
W części północnej, za skrzyżowaniem z ulicą Koszykową, wzniesiono nowoczesne budynki biurowe.

## Ważniejsze obiekty
- zabytkowe kamienice nr 3, 6, 10, 11, 13, 15 i 17[3]
- zabytkowy pałacyk Rusieckiego (nr 13a)
- Gmach Wydziału Architektury Politechniki Warszawskiej (ul. Koszykowa 55)
- Biurowiec Koszykowa 54
- Biurowiec Norway House